# Niccolò Massa
Niccolò Massa (Venezia, 14 marzo 1489 – Venezia, 27 agosto 1569) è stato un anatomista italiano che scrisse uno dei primi libri di anatomia: Anatomiae Libri Introductorius nel 1536.
Per primo descrisse l'organo della prostata e il liquido cerebrospinale.
Fu studente dell'Università degli Studi di Padova.